# Municipio de Zlatitsa
El municipio de Zlatitsa (búlgaro: Община Златица) es un municipio búlgaro perteneciente a la provincia de Sofía. Se ubica en el este de la provincia y está dividido en dos áreas separadas por el municipio-pueblo de Chavdar, siendo uno de los pocos municipios del país cuyo territorio no es continuo.

## Demografía
En 2011 tiene 5837 habitantes, de los cuales el 91,45% son étnicamente búlgaros y el 2,9% gitanos. Su capital es Zlatitsa, donde viven cinco de cada seis habitantes del municipio.

## Localidades
Comprende las siguientes localidades (población en 2011):
- Zlatitsa - Златица, 5084 habitantes
- Petrich - Петрич, 249 habitantes
- Karlievo - Карлиево, 214 habitantes
- Tsarkvishte - Църквище, 290 habitantes